# Parque Rosenstein

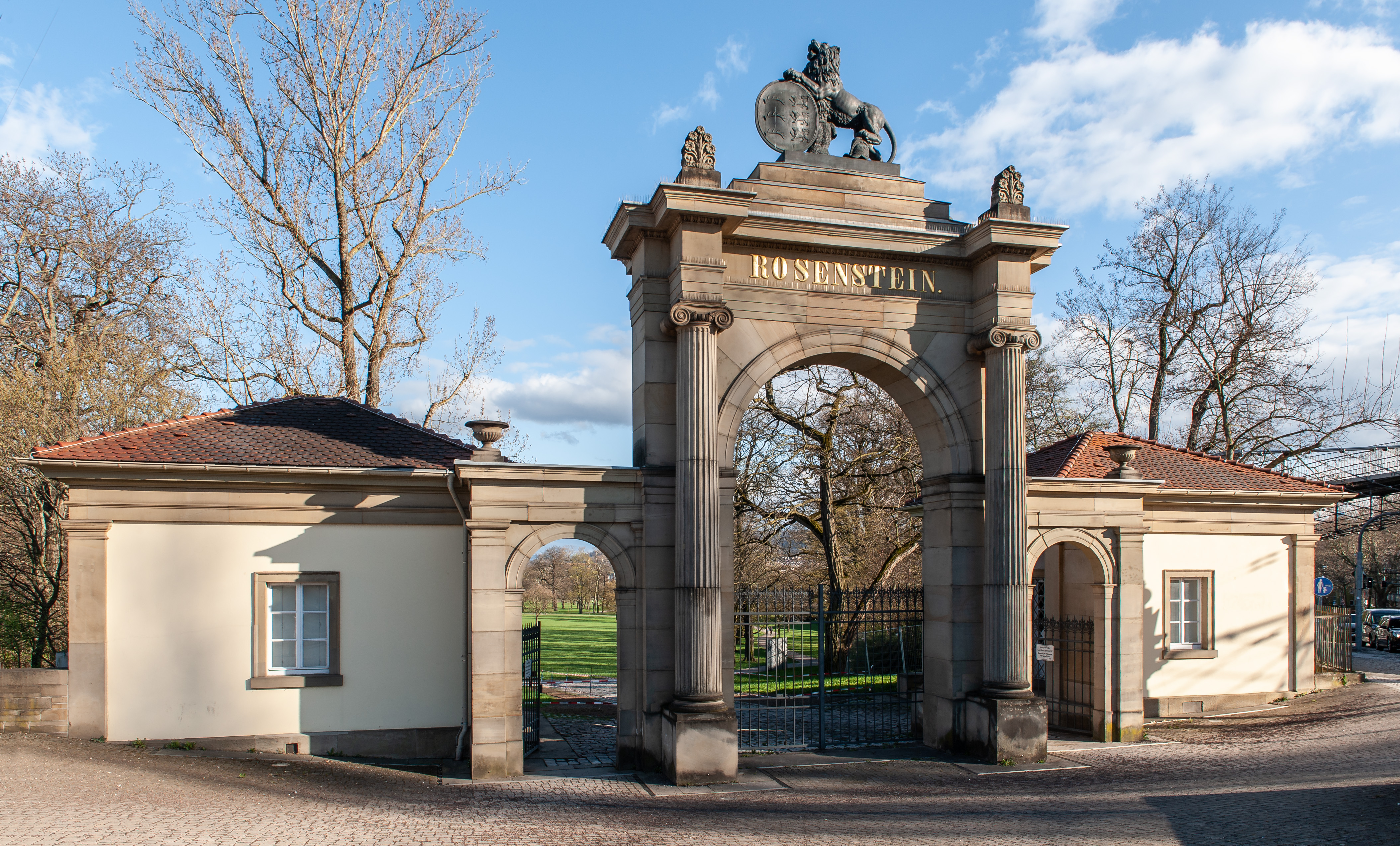
Puerta de los Leones (Löwentor)

El Parque Rosenstein (en alemán: Rosensteinpark) es un jardín público de estilo inglés situado en Stuttgart, Alemania, en el distrito de Bad Cannstatt. Es el parque de estilo inglés más grande del sudoeste de Alemania. Fue construido entre 1824 y 1840 por mandato del rey Guillermo I de Wurtemberg según los diseños de su jardinero Johann Bosch sobre los terrenos del antiguo Kahlenstein, para lo cual el rey Guillermo I compró entre 1817 y 1818 a los ciudadanos de la zona sus propiedades.
En medio del parque se construyó entre 1822 y 1830 el Palacio Rosenstein, que es en la actualidad un museo de ciencias naturales. El jardín zoológico y botánico Wilhelma se encuentra en la zona noreste del parque, mientras que el Museum am Löwentor y la Puerta de los Leones se hallan en el extremo noroeste. La Puerta de los Leones fue construida por Giovanni Salucci. El Túnel Rosenstein permite circular a los trenes por debajo del parque. 
Hoy en día el Parque Rosenstein es un parque que pertenece al estado federado de Baden-Wurtemberg y se encuentra protegido como monumento. Junto a los jardines del palacio, los jardines Leibfried, Wartberg y el Parque Killesberg forman la conocida "U verde" de la ciudad de Stuttgart. Como consecuencia de la prohibición de la caza, el Parque Rosenstein muestra una de las densidades de población de conejos más altas de Alemania. 